# Groupes ethniques de Chine
 (octobre 2014).
Si vous disposez d'ouvrages ou d'articles de référence ou si vous connaissez des sites web de qualité traitant du thème abordé ici, merci de compléter l'article en donnant les références utiles à sa vérifiabilité et en les liant à la section « Notes et références ».
La constitution de la république populaire de Chine reconnaît la « citoyenneté chinoise » pour tous ses habitants selon le droit du sol, ainsi que le droit du sang pour sa population répertoriée en 56 « ethnies » (en chinois : 民族, mínzú : « clan », « peuple », « ethnie », « tribu » ; en anglais : nationality), composant officiellement les groupes ethniques de Chine.
Les Hans, qui représentent 92 % de la population, soit plus de 1,3 milliard de personnes, sont l'ethnie majoritaire de Chine, connaissant eux-mêmes une diversité linguistique, avec plusieurs variantes régionales des langues chinoises (han). Bien que les 56 ethnies représentent ensemble la nation chinoise, les Hans constituent principalement par leur majorité, l'essence de la culture chinoise et des notions que l'on attribue au terme « chinois ». Les 55 autres ethnies composent ainsi les ethnies minoritaires, qui présentent souvent leurs propres spécificités culturelles et linguistiques.
Sur la carte d'identité chinoise, l'identité ethnique est mentionnée et permet selon le gouvernement chinois, d'appliquer une « discrimination positive » afin de préserver la culture et la langue des peuples « non-Han ».

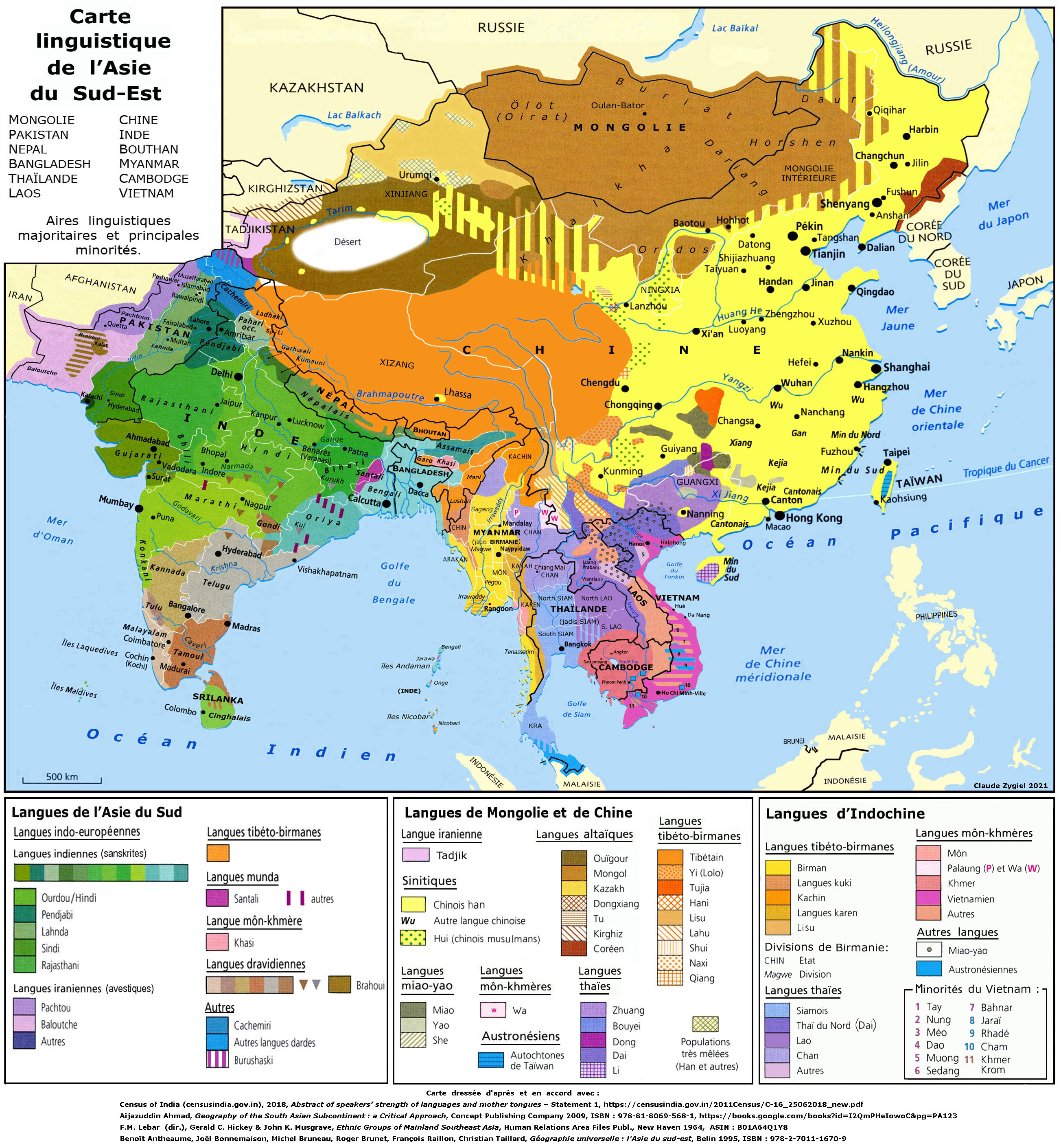
Carte linguistique de la Chine et des pays voisins.

Carte ethnolinguistique de la Chine (en 1983).

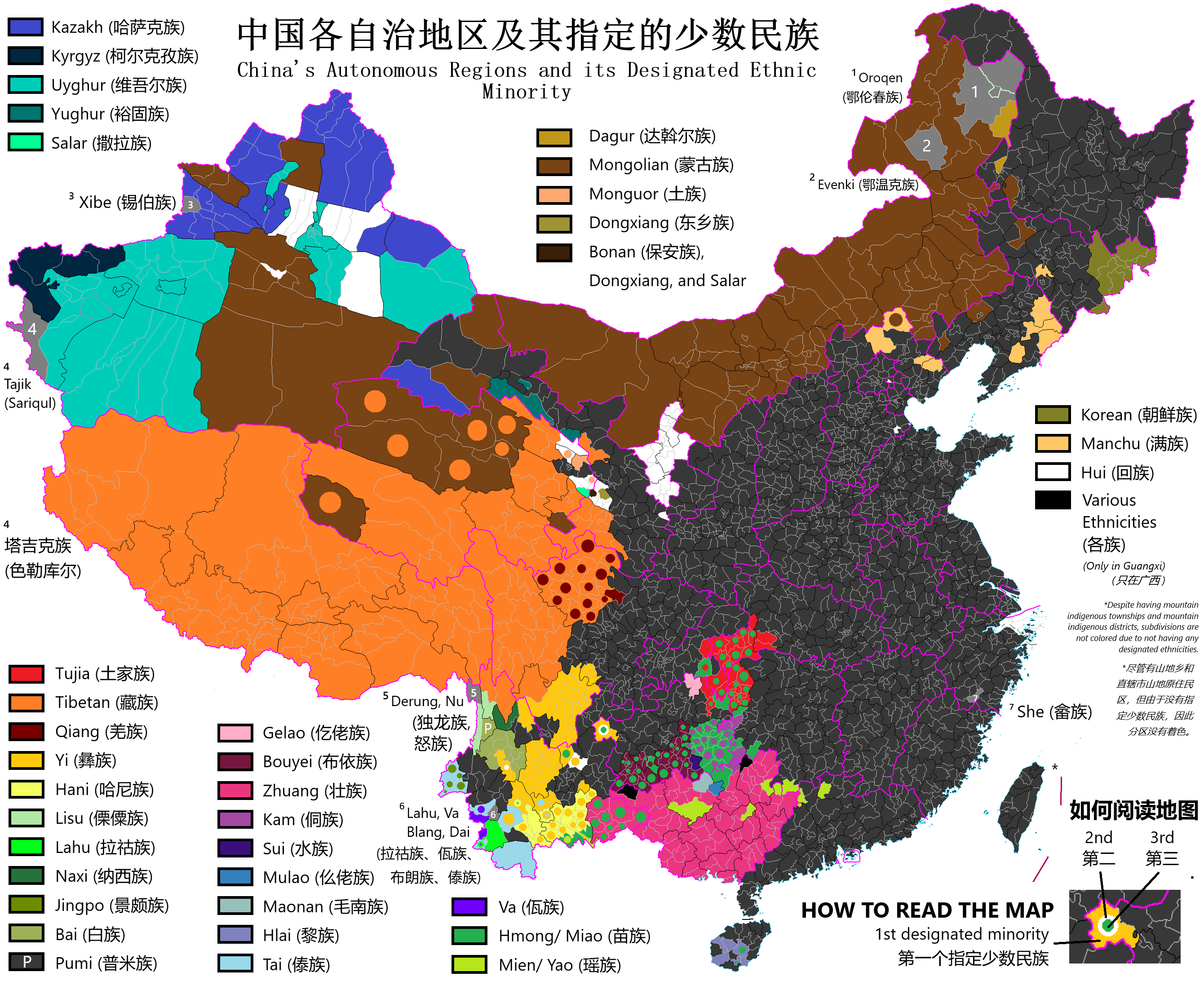
Carte des ethnies et des minorités en Chine.

## Notion d'ethnie en Chine
Le mot « nationalité » est utilisé en 1913 par Staline qui, dans son article « Le Marxisme et la Question nationale », définit une « nationalité » (национальность, natsionalnost’ en russe) comme « une communauté humaine, stable, historiquement constituée, née sur la base d'une communauté de langue, de territoire, de vie économique et de formation psychique qui se traduit par une communauté de culture ». C'est dans ce sens que l'Union soviétique définira ses « nationalités », notion reprise en mandarin par la République populaire de Chine, qui utilise le terme 少数民族, shǎoshù mínzú pour désigner les minorités ethniques. Il est composé de 少数, shǎoshù, « petit nombre » « minorité » et de 民族, mínzú, souvent rendu en anglais par le mot nationality, « ethnie », lui-même composé de 民, mín, « peuple ou gens » et de 族, zú, « clan » pouvant signifier « clan », « groupe », « peuple », « ethnie », « tribu », « famille »). Le terme 族, zú est lui-même composé de la clé (?, yǎn) de la bannière au vent (version modifiée de 谊 / 誼, yì, « amitié »), également utilisée pour la bannière 旗, qí) et de la flèche (失, shǐ, symbolisant l'unité du clan).
La traduction du terme 民族, mínzú dans les documents officiels chinois (République de Chine et République populaire de Chine) est « ethnie» en français, et nationality en anglais. Lorsqu'on ne parle que des groupes minoritaires, on parle de 少数民族, shǎoshù mínzú, « ethnies minoritaires ». Les noms de ces minorités en chinois et leur équivalent en anglais sont standardisés par la norme GB/T 3304-1991.
Cette notion n'est pas typiquement chinoise (Chine continentale + Taïwan) et s'inspire directement du droit du sang, appliqué jadis en Europe centrale et, plus tard, en URSS. Le terme « nation » parfois utilisé est ainsi à prendre au sens d'ethnie selon le droit du sang, et non de citoyenneté selon le droit du sol : les deux significations y sont distinguées. Le faux ami « nationalité » correspond donc non pas à une citoyenneté, mais à une ethnie, un peuple défini par une histoire, une culture, une langue, une religion ou des traditions propres, bien que cette définition soit parfois vague, selon les critères considérés (langue, religion, géographie ou coutumes) : ainsi, seule la religion (musulmane) distingue les Hui des Han.
L'ethnie Han constitue la majorité (plus de 92 % de la population) et occupe 40 % du territoire. Les 55 autres sont appelées des « ethnies minoritaires» et occupent 60 % du territoire. 
Chaque Chinois ayant une certaine filiation (un grand-père) avec l'une de ces 55 « ethnies » peut demander d'appartenir à cette minorité. Cette identité permet à certaines minorités d'avoir deux enfants, un bonus de points au concours national (handicap de la langue, à l'équivalent du baccalauréat en France). Les régions ou villes autonomes (c’est-à-dire d'une minorité) ont des quotas de fonctionnaires et de conseillers municipaux (PCC) de leur ethnie dans la mairie.
Parmi les 55 ethnies minoritaires, à l'exception des Hui et des Mandchous qui utilisent les dialectes chinois, 53 ont leur propre langue, 21 possèdent leur propre écriture et utilisent 27 systèmes d'écriture. On appelle hanyu l'ensemble des groupes de langues chinoises et ses dialectes. Certaines minorités parlent le hanyu de nos jours, car leur langue a disparu ou est en cours de disparition. C’est le cas des Hui, dont on ne connaît la langue originelle, des Ban notamment, qui ont perdu la totalité de leur langue, mais aussi des Bai du Yunnan qui l’ont perdue en majorité.
Cependant, toutes les langues minoritaires n’ont pas disparu : le mandchou par exemple n’est pas une langue morte, car l’ethnie Xibe au Xinjiang la parle toujours.
Les ethnies du nord, c’est-à-dire, les Mongols, les Coréens, les Tibétains et les Ouigours ont préservé leur écriture traditionnelle : les Xibe, les Kazakhs, les Russes ont aussi leur écriture.
Mais les multitudes d’autres plus petites minorités au Nord ont des difficultés à résister et à survivre culturellement, car elles sont petit à petit grignotées par les Han, ou les minorités les plus imposantes, comme celle des Ouïgours.
Au sud, les ethnies sont plus nombreuses et dispersées. Elles peuvent être plus difficiles d’accès pour les Han. Les Yi au Sichuan par exemple, n’ont été conquis par les Han qu'au début du XXe siècle, à cause des monts froids qui les entourent, et qui sont difficiles d’accès. Ces Yi ont leurs écoles, lycées et universités à Xide. Les autres Yi vivent au Yunnan, parlent cinq autres langues, et appartiennent au groupe linguistique lolo-birman.
Deux autres ethnies sont importantes au Sud : les Zhuang au Guangxi et les Miao au Guizhou et au Yunnan. Ce sont des ethnies peu sinisées certainement en raison de leur nombre.
Cependant, certaines sont aussi peu sinisées malgré une faible population : en effet, l’éloignement géographique freine l’évolution de majorités. Les Dulong (ou Drong) par exemple vivent dans des montagnes difficiles d’accès au Yunnan, ce qui leur a permis de conserver intacts leur mœurs et leur langue traditionnelle.
Sur 55 langues recensées, vingt-deux possèdent leur propre écriture : les Han, les Mongols, les Tibétains, les Ouïgours, les Kazakhs, les Xibes, les Russes, les Dai, les Yi, les Jingpo, les Jahu, les Lisu, les Miao, les Zhuang, les Huyi, les Dong, les Wa, les Naxi, les Hani et les Li.
Certaines de ces ethnies ont même parfois plusieurs écritures, comme les Yi qui en ont trois, les Miao quatre, et les Da, deux. Elles possèdent souvent des institutions scolaires, parfois jusqu'à l’université, et dans certaines provinces, des instituts de minorités ethniques ont été créés, par exemple à Lanzhou, à Wuhan, à Chengdu, à Kunming.
Les autres ethnies utilisent l’écriture Hanzi dominante. La conservation de la langue est très importante pour la conservation et l’intégrité d’une ethnie.
En ce qui concerne les religions, les populations suivantes sont de confession musulmane : Hui, Ouzbeks, Ouïgours, Kazakhs, Kirghiz, Tatars, Tajiks (chiites), Dongxiang, Salar et Bao’an, soit au total 24 millions de personnes, mais il y a aussi des membres de l'ethnie Han qui sont musulmans. Les bouddhistes en Chine sont les Han (pour partie), les Mongols, les Tibétains, les Mandchous et les Dai. Cependant, la Chine ne publie pas de statistiques à ce sujet.

## Liste des ethnies reconnues officiellement par la république populaire de Chine
Le gouvernement de la Chine reconnaît officiellement 56 ethnies différentes en Chine continentale. En voici la liste exhaustive, dans laquelle les ethnies sont classées par ordre de population. Cette liste utilise les noms couramment admis en français. La liste officielle utilise « Yugur » et non pas « Ouigours », « Uzbek » et non pas « Ouzbeks », « Kirgiz » et non pas « Kirghizes », « Mulam » et non pas « Mulao », « Primi » et non pas « Pumi ».
| Ethnie | Pinyin       | Sinogramme simplifié | Sinogramme traditionnel | Population    |
| --- | ------------ | -------------------- | ----------------------- | ------------- |
| Han | hàn zú       | 汉族                 | 漢族                    | 1 230 117 207 |
| Zhuang | zhuàng zú    | 壮族                 | 壯族                    | 16 178 811    |
| Mandchous | mǎn zú       | 满族                 | 滿族                    | 10 682 263    |
| Hui1 | huí zú       | 回族                 | 回族                    | 9 816 802     |
| Miao2 | miáo zú      | 苗族                 | 苗族                    | 8 940 116     |
| Ouïghours | wéiwúěr zú   | 维吾尔族             | 維吾爾族                | 8 399 393     |
| Tujias | tǔjiā zú     | 土家族               | 土家族                  | 8 028 133     |
| Yi | yí zú        | 彝族                 | 彝族                    | 7 762 286     |
| Mongols | měnggǔ zú    | 蒙古族               | 蒙古族                  | 5 813 947     |
| Tibétains3 | zàng zú      | 藏族                 | 藏族                    | 5 416 021     |
| Bouyei | bùyī zú      | 布依族               | 布依族                  | 2 971 460     |
| Dong | dòng zú      | 侗族                 | 侗族                    | 2 960 293     |
| Yao | yáo zú       | 瑶族                 | 瑤族                    | 2 637 421     |
| Coréens | cháoxiǎn zú  | 朝鲜族               | 朝鮮族                  | 1 923 842     |
| Bai | bái zú       | 白族                 | 白族                    | 1 858 063     |
| Hani | hāní zú      | 哈尼族               | 哈尼族                  | 1 439 673     |
| Kazakhs | hāsàkè zú    | 哈萨克族             | 哈薩克族                | 1 250 458     |
| Li | lí zú        | 黎族                 | 黎族                    | 1 247 814     |
| Dai4 | dǎi zú       | 傣族                 | 傣族                    | 1 158 989     |
| She | shē zú       | 畲族                 | 畲族                    | 709 592       |
| Lisu | lìsù zú      | 傈僳族               | 傈僳族                  | 634 912       |
| Gelao | gēlǎo zú     | 仡佬族               | 仡佬族                  | 579 357       |
| Dongxiang | dōngxiāng zú | 东乡族               | 東鄉族                  | 513 805       |
| Gaoshan5 | gāoshān zú   | 高山族               | 高山族                  | 458 000       |
| Lahu | lāhù zú      | 拉祜族               | 拉祜族                  | 453 705       |
| Sui | shuǐ zú      | 水族                 | 水族                    | 406 902       |
| Va | wǎ zú        | 佤族                 | 佤族                    | 396 610       |
| Naxi6 | nàxī zú      | 纳西族               | 納西族                  | 308 839       |
| Qiangs | qiāng zú     | 羌族                 | 羌族                    | 306 072       |
| Tu | tǔ zú        | 土族                 | 土族                    | 241 198       |
| Mulao | mùlǎo zú     | 仫佬族               | 仫佬族                  | 207 352       |
| Xibe | xíbó zú      | 锡伯族               | 錫伯族                  | 188 824       |
| Kirghizes | kēěrkèzī zú  | 柯尔克孜族           | 柯爾克孜族              | 160 823       |
| Daur | dáwòěr zú    | 达斡尔族             | 達斡爾族                | 132 394       |
| Jingpo | jǐngpō zú    | 景颇族               | 景頗族                  | 132 143       |
| Maonan | màonán zú    | 毛南族               | 毛南族                  | 107 166       |
| Salar | sǎlá zú      | 撒拉族               | 撒拉族                  | 104 503       |
| Blang | bùlǎng zú    | 布朗族               | 布朗族                  | 91 882        |
| Tadjiks | tǎjíkè zú    | 塔吉克族             | 塔吉克族                | 41 028        |
| Achang | āchāng zú    | 阿昌族               | 阿昌族                  | 33 936        |
| Pumi | pǔmǐ zú      | 普米族               | 普米族                  | 33 600        |
| Ewenki | èwēnkè zú    | 鄂温克族             | 鄂温克族                | 30 505        |
| Nu | nù zú        | 怒族                 | 怒族                    | 28 759        |
| Gin7 | jīng zú      | 京族                 | 京族                    | 22 517        |
| Jino | jīnuò zú     | 基诺族               | 基諾族                  | 20 899        |
| De'ang | déáng zú     | 德昂族               | 德昂族                  | 17 935        |
| Bonan | bǎoān zú     | 保安族               | 保安族                  | 16 505        |
| Russes | éluōsī zú    | 俄罗斯族             | 俄羅斯族                | 15 609        |
| Yugurs | yùgù zú      | 裕固族               | 裕固族                  | 13 719        |
| Ouzbeks | wūzībiékè zú | 乌孜别克族           | 烏孜别克族              | 12 370        |
| Monba | ménbā zú     | 门巴族               | 門巴族                  | 8 923         |
| Oroqen | èlúnchūn zú  | 鄂伦春族             | 鄂倫春族                | 8 196         |
| Derung | dúlóng zú    | 独龙族               | 獨龍族                  | 7 426         |
| Tatars | tǎtǎěr zú    | 塔塔尔族             | 塔塔爾族                | 4 890         |
| Hezhen8 | hèzhé zú     | 赫哲族               | 赫哲族                  | 4 640         |
| Lhoba | luòbā zú     | 珞巴族               | 珞巴族                  | 2 965         |
| 1Comprend parfois les Utsuls de Hainan, descendants des réfugiés Cham 2Les Miao regroupent différentes ethnies dont les Hmong 3Comprenant les Amdo, et les Khambas 4Cette catégorie comprend différents groupes parlant historiquement thaï et appelés Bai-yi 5Un nom collectif pour tous les groupes aborigènes de Taïwan, Taïwan distingue même 14 minorités (aborigènes) de l'île. 6Comprend également les Moso 7Le même groupe que les Vietnamiens ou Kinh en vietnamien et historiquement appelés 越 Yue, ou Sino-Vietnamiens. 8Le même groupe que Nanaïs du côté russe de la frontière. |              |                      |                         |               |

## Origines de ces nationalités
Les Han sont aujourd'hui la nationalité la plus nombreuse de Chine. Ce sont de multiples et divers peuples, que l’histoire a réunis. Ils proviennent de la dynastie impériale, qui a régné de 206 avant Jésus-Christ jusqu'à 220 après Jésus-Christ. Leur extension est due à l’impérialisme de la dynastie, c’est-à-dire à ses conquêtes militaires et expansions politiques sur les autres ethnies, mais aussi grâce à l’arrivée de paysans et de pionniers.
Leur densité a engendré la disparition de langues et cultures de populations allogènes, tel que le les Quiang, les Di, les Xiong nu, les Xian bei.
Lors de la révolution chinoise de 1911, les délégués ont choisi le drapeau à cinq couleurs représentant les cinq principaux groupes ethniques peuplant le pays : les Hans en rouge, les Mandchous en jaune, les Mongols en bleu, les Huis en blanc et les Tibétains en noir. 
Depuis la proclamation de la République populaire de Chine en 1949, plusieurs politiques sont menées à l’égard des minorités. Mais c’est à partir de 1947 que s'exercent des pressions religieuses, culturelles et administratives.
- En 1950, l’armée chinoise entre au Tibet : il y a 9 000 victimes dans la résistance tibétaine. Neuf ans plus tard, 17 000 Tibétains après la révolte des Kappas et l’insurrection générale meurent sous les coups de la répression.
- En 1958, Mao Zedong, établit la politique du « grand bond en avant », et les conséquences sont lourdes : la Chine connait trois années de famine, et plus de 20 millions de morts entre 1959 et 1961. Cette période marque des conflits entre les cadres chinois, qui veulent battre les différentes résistances minoritaires.

En cette même année de 1958, les journaux de Pékin déclarent la guerre aux usages et coutumes des minorités, car ils freinent le développement de la production. Des luttes sont engagées pour faire disparaître certaines fêtes religieuses ou coutumes ancestrales, chez les Tongs, les Yaos, les Miaos, les Tujias dans la province du Yunnan, chez les Lis, sur l’île de Haïnan, chez les Yis dans la province du Guangxi, chez les Dais au Yunnan, et les Miaos au Guizhou.
Le Turkestan chinois, après la perte de son autonomie en 1878, passe sous l’administration de Pékin, et devient en 1885 une nouvelle province, le Xinjiang (ou « les nouveaux territoires »). Beaucoup de minorités y vivent, comme les Ouïghours, les Kazakhs, les Kirghizes, ou les Ouzbeks. Ces minorités se sentent solidaires de leurs frères de même ethnie en URSS, qui semblent profiter d’une plus grande liberté qu'en Chine. L’Union soviétique exploite ainsi les tensions entre la République Populaire de Chine et ses minorités. En juin 1962, pour calmer l’amertume de ses minorités, la Chine tente une opération de séduction sur les citoyens de la République Populaire de Mongolie, a l'occasion du 800e anniversaire de la naissance de Gengis Kahn, fondateur de l’empire Mongol. Mais les Russes, par le biais d’un « panmongolisme », veulent unir Mongols extérieurs à l’URSS et les Mongols Bouriates d’URSS. En 1963, les Mongols russes et les Mongols de Mongolie fêtent le 70e anniversaire de la naissance de Sukebatur, un révolutionnaire prosoviétique et antichinois.
La Chine populaire, réticente à toute forme de séparatisme, accentue sa politique d’intégration de plusieurs manières, notamment avec la création de cinq « régions autonomes » : la Mongolie-Intérieure en 1947, le Xinjiang en 1955, le Ningxia en 1957, le Guangxi en 1958, et le Xizang (Tibet) en 1965. Vingt-neuf « districts autonomes » et « bannières mongoles » sont mises en place.
Ces mesures divisent les minorités nationales et réduisent leur importance numérique, car elles sont réparties sur plusieurs territoires administrativement distincts. Souvent, certaines populations de langue et de culture non chinoise sont déplacées vers des territoires à dominance Han.
Selon les données du recensement de 2010, en Mongolie-Intérieure, l'ethnie mongole représente 17 % de la population. Dans la région autonome du Tibet, l'ethnie tibétaine représente 90 % de la population. Au Xinjiang, les Han représentent 40 % de la population.
Pour l’application de sa politique, le gouvernement place dans certaines capitales de provinces, comme à Chengdu (la capitale du Sichuan), ou à Lanzhou (la capitale de Gansu) des instituts de minorités nationales formant des cadres, des chercheurs, ou des administrateurs par exemple. Ces étudiants reçoivent une formation politique, mais aussi idéologique afin que les consignes du gouvernement concernant les minorités soient bien mises en place. Ils travaillent sur l’histoire des minorités nationales, leur langue, leur organisation sociale, leurs différents problèmes économiques. Ils créent aussi des alphabets pour ceux qui n’ont pas de langue écrite. Cette initiative relève de la commission gouvernementale des minorités nationales dirigée par Ulanfu avant la révolution culturelle. Li Wei-han était le dirigeant du département du Front uni.
Mais à partir de 1966, la révolution culturelle stoppe le début du respect et de la tolérance envers les minorités, et des tensions apparaissent entre les responsables de la politique officielle et les peuples allogènes, mais aussi avec la population Han. En effet, le peuple Han fait preuve de « chauvinisme grand Han », c’est-à-dire d’un patriotisme et nationalisme exagérés.
Les maoïstes reprochent à Li Wei-han de freiner le progrès avec sa politique de tolérance et d’acceptation des coutumes, religions et singularités des différentes ethnies, et de ne pas suffisamment répandre la langue chinoise au sein de ces minorités et donc de ne pas faciliter la lecture des œuvres de Mao Zedong.
Ulanhu, qui était le seul membre non han du parti, est accusé en 1967 de « promouvoir le séparatisme » et de « briser l’unité nationale », de rétablir le capitalisme en Mongolie, de soutenir les anti maoïstes, mais aussi d’avoir revendiqué la Mongolie pour les Mongols, en recommandant l’étude de la langue mongole et de l’héritage culturel du Mongol. Il est remplacé dans ses fonctions par un dirigeant han et disparait après la révolution culturelle.
De même que les revues consacrées à la solidarité des nationalités également sont également supprimées tandis que les dirigeants religieux ou sociaux des minorités sont aussi évincés au Tibet, au Gansu et au Qinghai.
Les Ouïgours sont contraints pendant un certain temps d’utiliser de écritures alphabétiques latines, mais en 1976, ils reviennent à leur écriture traditionnelle.
Les Lamas, bouddhistes, devinrent laïques, et furent condamnés au travail forcé. Leurs temples sont pillés, détruits, ainsi que leurs œuvres d’art. Leurs monastères sont transformés en écoles ou fermés, et leur pratique religieuse publique interdite.
Les mosquées des musulmans au Xinjiang, au Ningxia, au Gansu, au Yunnan, au Henan, au Hebei, au Qinghai et d’autre encore ferment. Les musulmans du Xinjiang sont contraints d’élever des porcs, et interdits de porter leur bonnet blanc. Le coran est brûlé, et leurs rites ne sont pas respectés. Ils sont par exemple obligés de brûler les corps de leurs défunts, au lieu de les enterrer comme dans leur tradition.
Les chrétiens des minorités nationales, comme les Liaos, les Yaos ou les Yis, sont interdits de culte, leurs églises fermées. Les prêtres sont emprisonnés, condamnés ou déportés.
- Au Tibet, une politique agricole est imposée : le chinook traditionnel, qui est une sorte d’orge, est remplacé par du blé.
- En Mongolie, 95 % du territoire est propice à l’élevage, mais les habitants sont contraints de cultiver des céréales. Les répressions sont violentes : 20 000 Mongols meurent dans des « incidents révolutionnaires ». Les ultra gauchistes torturent les habitants, les conséquences sont dures : plus d’un million de victimes à cause de brutalités physiques. Encouragé par Mao Zedong au départ, l’excès de violence devient si important qu’il envoie les jeunes ultra gauchistes se faire rééduquer en septembre 1976.
- À Canton, il y a 70 000 victimes.
- Dans la province du Sichuan, il y a 90 000 morts, dont des Yis, des Miaos, des Tibétains, et des Qiangs.
- En 1969, il reste encore environ 50 000 Russes en Chine, surtout concentrés vers le fleuve Amour, et Port-Arthur. Avec les incidents de 1969 entre Chinois et Soviétiques (Russes), qui débouchent sur une guerre rapide, de nombreux Russes doivent partir, d'autant plus que le début des années 1960 est marqué par une rupture entre la Chine de Mao, et l'URSS post-stalinienne, qui dénonçait les crimes de Staline (rapport Khroutchev). De nos jours, les Russes comptent 15 000 personnes en Chine, et restent l'une des 56 ethnies reconnues.

## État multiethnique

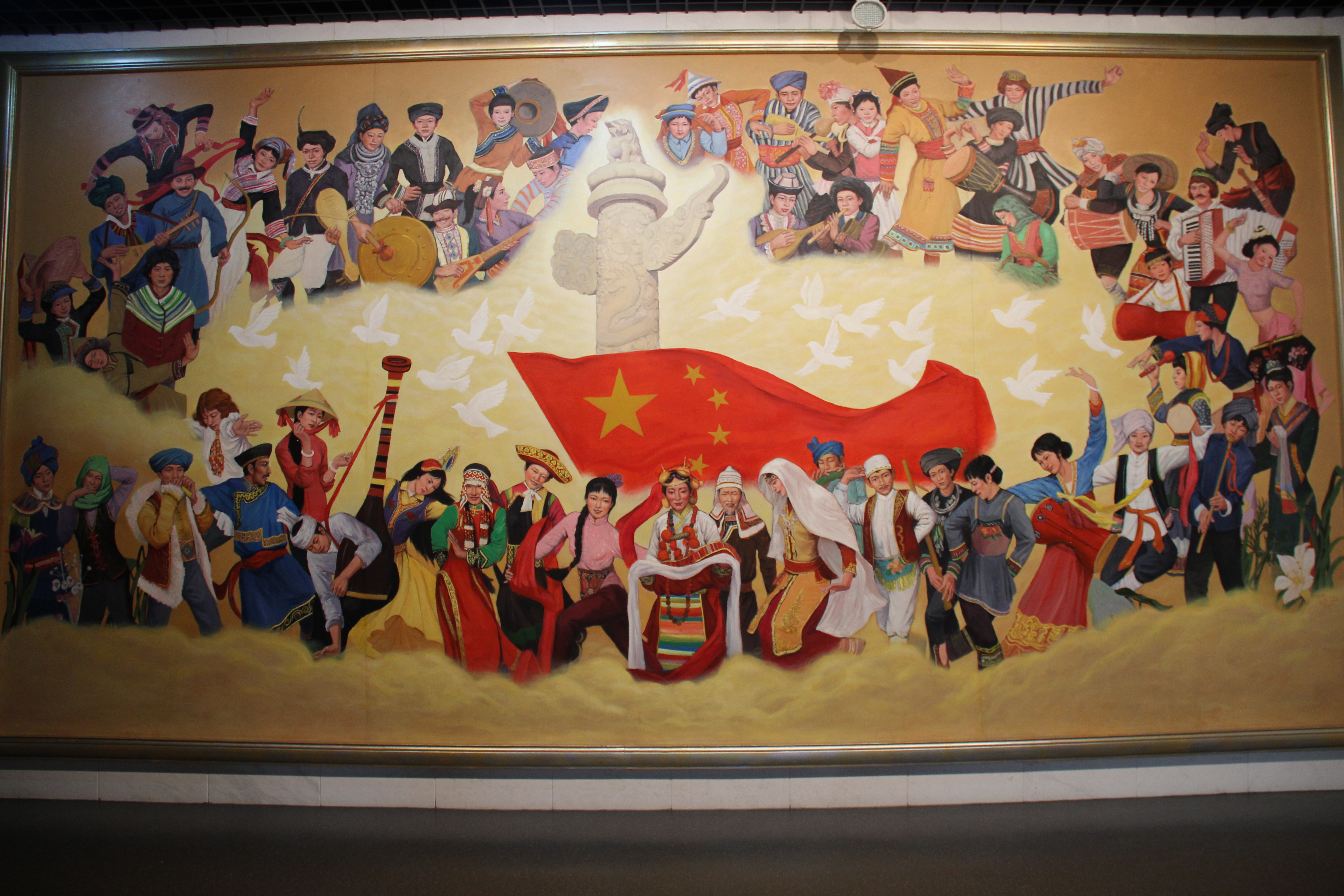
Fresque murale représentant les différentes ethnies de Chine.

La République populaire de Chine se définit elle-même comme un État multiethnique donnant une autonomie ethnique par le système d’entités administratives autonomes, en accord avec la section 6 du chapitre 3 (articles 111-112) de la Constitution de la République populaire de Chine détaillée dans la Loi sur l’Autonomie ethnique régionale. La RPC accorde aux ethnies minoritaires dans leurs régions des avantages tels que la non-limitation du nombre de naissances, et des quotas réservés dans les écoles, les universités, et dans le gouvernement et dans l'armée.
Dans la constitution de 1978, l’article 4 stipule: « Toute discrimination et oppression à l’égard d’une nationalité et tout acte visant à saper l’union des nationalités sont interdits. Le chauvinisme de grande nationalité et le chauvinisme local sont à combattre. Toutes les nationalités jouissent de la liberté d’utiliser de développer leurs langues et leurs écritures, de conserver ou de réformer leurs usages et coutumes. L’autonomie régionale est appliquée là où les minorités nationales vivent en groupes compacts. Toutes les régions autonomes sont partie inséparable de la république populaire de Chine. »
Le chauvinisme Han est officiellement condamné et les 55 minorités disposent d'un statut officiel égal à celui de l'ethnie majoritaire Han, auquel sont ajoutés quelques avantages (plusieurs enfants, etc.). L'ensemble des 56 ethnies constitue la Nation chinoise (中华民族 / 中華民族, zhōnghuá mínzú). Certains, en Chine ou en dehors, considèrent que cette politique envers les minorités satisfait légitimement leurs revendications en leur donnant un rôle actif dans la RPC, d’autres la critiquent pour des raisons diverses.

## Revendications indépendantistes
La RPC doit faire face à des mouvements indépendantistes au Tibet, au Xinjiang et, dans une moindre mesure, en Mongolie-Intérieure. Les indépendantistes tibétains et ouïghours considèrent leur territoire respectif comme leur pays et ressentent la loi chinoise comme l'expression d'un colonialisme. Le 14e dalaï-lama demande officiellement non pas l'indépendance du Tibet mais une « autonomie réelle » ou « véritable autonomie »; celle-ci est néanmoins perçue par les responsables chinois comme constituant une indépendance de facto, car seules la défense des frontières (l'armée chinoise étant expulsée du Tibet) et la diplomatie resteraient des prérogatives du gouvernement chinois. Le cas de Taïwan est particulier, voir Statut de Taïwan.

## Groupes ethniques et sous-groupes
Le mot chinois « 民系, mínxì » pouvant être traduit par « sous-ethnie » ou « sous-groupe », désigne les différents ensembles culturels existant au sein d'un même « groupe ethnique » (少数民族, shǎoshù mínzú).
Ainsi l'ethnie majoritaire chinoise – les Han – représente une population de plus d'un milliard de personnes, au sein de laquelle l'on trouve des différences culturelles et linguistiques considérables. Les Chinois du nord parlent le mandarin du Nord-Est ou du Nord-Ouest ; ceux des provinces du Zhejiang, Jiangsu et municipalité de Shanghai parlent le Wu, sur la municipalité de Shanghai, plus particulièrement le dialecte shanghaïen des langues wu ; au sud du Yangzi Jiang, on parle entre autres, les mandarin du Sud-Ouest (Hubei, Hunan, nord du Guizhou, nord-est du Yunnan) ou mandarin du Sud-Est. Dans la province de Fujian, à l'Est du Guangdong et à Taïwan, on parle la langue 閩南 incluse dans le plus large groupe des langues min ; dans la province du Hunan la langue xiang, et plus généralement dans les provinces méridionales les langues gan, hakka (Fujian), cantonaise (yue, Guangdong, Guangxi)…
Il y a neuf groupes de minorités dépassant 5 millions de personnes en Chine (dont les Zhuangs, les Ouïghours, les Hui, les Mandchous, les Yi, les Mongols, et les Tibétains) mais il y a aussi beaucoup d’ethnies de petits groupes de dizaines ou centaines de milliers.
Dans certaines ethnies minoritaires aussi, des sous-groupes sont définis. Par exemple :
- chez les Tibétains appelés Zang en Chine, les trois sub-ethnies sont les Khampa (du Kham, à l'est, à cheval sur la région autonome du Tibet et la province du Sichuan), les habitants de l'Ü-Tsang (au nord-ouest) et les Amdowa (de l'Amdo, nom tibétain de la province du Qinghai) : cette définition correspond aux trois dialectes tibétains ;
- les Zhuangs sont aussi groupés selon leurs deux dialectes : Zhuang du Nord et Zhuang du Sud ;
- à cheval sur la République de Mongolie et la région autonome chinoise de Mongolie-Intérieure, les Mongols se partagent, d'ouest en est, entre Ölöts (ou Oïrats), Khalkhas (majoritaires), Dariangs et Horshens ; en outre, au sud vivent les Ordos qui ne sont présents qu'en Mongolie-Intérieure chinoise.